# Жорданова матриця
Жорданова матриця — квадратна блочно-діагональна матриця над полем {\displaystyle \mathbb {K} }, з блоками виду
{\displaystyle J_{\lambda }={\begin{pmatrix}\lambda &1&0&\cdots &0&0\\0&\lambda &1&\cdots &0&0\\0&0&\lambda &\ddots &0&0\\\vdots &\vdots &\ddots &\ddots &\ddots &\vdots \\0&0&0&\ddots &\lambda &1\\0&0&0&\cdots &0&\lambda \\\end{pmatrix}}.}
Кожен блок {\displaystyle J_{\lambda }} називається жордановим блоком з власним значенням {\displaystyle \lambda } (власні значення в різних блоках, загалом, можуть збігатися).
Згідно з теоремою про жорданову нормальну форму, для довільної квадратної матриці {\displaystyle A} над алгебрично замкнутим полем {\displaystyle \mathbb {K} } (наприклад, полем комплексних чисел {\displaystyle \mathbb {K} =\mathbb {C} }) існує невироджена квадратна (тобто оборотна, з відмінним від нуля визначником) матриця {\displaystyle C} над {\displaystyle \mathbb {K} }, така, що
{\displaystyle J=C^{-1}A\,C}
є жордановою матрицею. При цьому {\displaystyle J} називається жордановою формою (або жордановою нормальною формою) матриці {\displaystyle A}. У цьому випадку також кажуть, що жорданова матриця {\displaystyle J} в полі {\displaystyle \mathbb {K} } подібна (або спряжена) цій матриці {\displaystyle A}. І навпаки, в силу еквівалентного співвідношення
{\displaystyle A=CJC^{-1}}
матриця {\displaystyle A} подібна в полі {\displaystyle \mathbb {K} } матриці {\displaystyle J}. Неважко показати, що введене таким чином відношення подібності є відношенням еквівалентності і розбиває множину всіх квадратних матриць заданого порядку над цим полем на неперетинні класи еквівалентності. Жорданова форма матриці визначена не однозначно, а з точністю до порядку жорданових блоків. Точніше, дві жорданові матриці подібні над {\displaystyle \mathbb {K} } тоді й лише тоді, коли вони складені з одних і тих самих жорданових блоків і відрізняються одна від одної лише розташуванням цих блоків на головній діагоналі.

## Властивості
- Кількість жорданових блоків порядку {\displaystyle n} зі власним значенням {\displaystyle \lambda } в жордановій формі матриці {\displaystyle A} можна обчислити за формулою
{\displaystyle c_{n}(\lambda )=\operatorname {rank} (A-\lambda I)^{n-1}-2\operatorname {rank} (A-\lambda I)^{n}+\operatorname {rank} (A-\lambda I)^{n+1},}

де {\displaystyle I} — одинична матриця того ж порядку, що й {\displaystyle A}, символ {\displaystyle \operatorname {rank} } позначає ранг матриці, а {\displaystyle \operatorname {rank} (A-\lambda I)^{0}}, за визначенням, дорівнює порядку {\displaystyle A}. Наведена формула випливає з рівності
{\displaystyle \operatorname {rank} (A-\lambda I)=\operatorname {rank} (J-\lambda I).}
- У разі якщо поле {\displaystyle \mathbb {K} } не є алгебрично замкнутим, для того щоб матриця {\displaystyle A} була подібною над {\displaystyle \mathbb {K} } деякій жордановій матриці, необхідно і достатньо, щоб поле {\displaystyle \mathbb {K} } містило всі корені характеристичного многочлена матриці {\displaystyle A}.
- В ермітовій матриці всі жорданові блоки мають розмір 1.
- Є матрицею лінійного оператора в канонічному базисі.
- Жорданові форми двох подібних матриць збігаються з точністю до порядку блоків.

## Історія
Одним з перших таку форму матриці розглядав Каміль Жордан.

## Варіації та узагальнення
- Над полем дійсних чисел власні значення матриці (тобто корені характеристичного многочлена) можуть бути як дійсними, так і комплексними, причому комплексні власні значення, якщо вони є, присутні парами разом зі своїми комплексно спряженими: {\displaystyle \lambda _{1,2}=\alpha \pm i\beta }, де {\displaystyle \alpha } і {\displaystyle \beta } — дійсні числа {\displaystyle \beta \neq 0}. У дійсному просторі такій парі комплексних власних значень відповідає блок {\displaystyle J_{\lambda _{1,2}}}, і до зазначеного вище вигляду жорданових матриць додаються матриці, що містять також блоки виду {\displaystyle J_{\lambda _{1,2}}}, що відповідають парам комплексних власних значень:[1][2]

{\displaystyle J_{\lambda _{1,2}}=\left({\begin{array}{ccccccccccc}\alpha &\beta &1&0&0&0&\cdots &0&0&0&0\\-\beta &\alpha &0&1&0&0&\cdots &0&0&0&0\\0&0&\alpha &\beta &1&0&\cdots &0&0&0&0\\0&0&-\beta &\alpha &0&1&\ddots &0&0&0&0\\\vdots &\vdots &\ddots &\ddots &\ddots &\ddots &\ddots &\vdots &\vdots &\vdots &\vdots \\\vdots &\vdots &\vdots &\ddots &\ddots &\ddots &\ddots &\ddots &\vdots &\vdots &\vdots \\\vdots &\vdots &\vdots &\vdots &\ddots &\ddots &\ddots &\ddots &\ddots &\vdots &\vdots \\0&0&0&0&0&0&\cdots &\alpha &\beta &1&0\\0&0&0&0&0&0&\cdots &-\beta &\alpha &0&1\\0&0&0&0&0&0&\cdots &0&0&\alpha &\beta \\0&0&0&0&0&0&\cdots &0&0&-\beta &\alpha \\\end{array}}\right).}
- Теорема про жорданову нормальну форму є окремим випадком теореми про структуру скінченнопороджених модулів над областями головних ідеалів. Дійсно, класифікація матриць відповідає класифікації лінійних операторів, а векторні простори над полем {\displaystyle \mathbb {K} } з фіксованим лінійним оператором бієктивно відповідають модулям над кільцем многочленів {\displaystyle \mathbb {K} [x]} (множення вектора на {\displaystyle x} задається як застосування лінійного оператора).

- Крім жорданової нормальної форми, розглядають низку інших типів нормальних форм матриці (наприклад, фробеніусова нормальна форма). До їх розгляду вдаються, зокрема, коли основне поле не містить усіх коренів характеристичного многочлена даної матриці.